# 健康上性別不平等

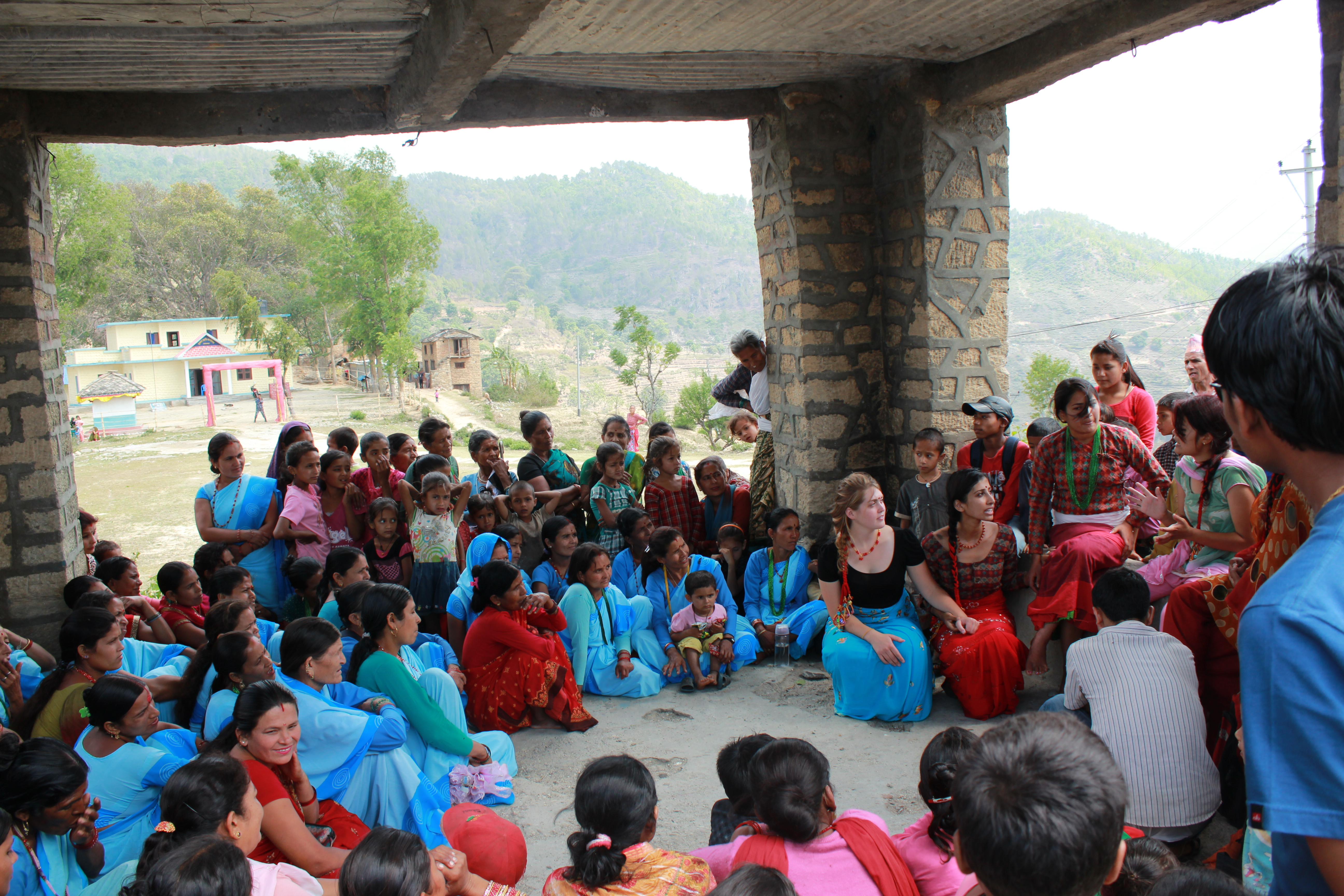
在印度阿薩姆辦理的社區教育計劃，教導當地婦女與稱為Chhaupadi的傳統習俗-讓在月經期間的女性住在破爛的草棚（通常和牛住在一起）-對抗。當地婦女的健康受到此種習俗的負面影響。

世界衛生組織（WHO）把健康定義為“一種身體、精神、和社會福祉的健全狀態，而不僅是不生病，或是身體虛弱。”世界銀行發表的2012年世界發展報告，把健康確定為兩大人力資本的禀賦之一，健康可影響個人在社會中充分發揮其潛在的能力。然而，雖然性別平等已在教育和勞動力參與等領域取得很大的進展，但當今社會仍被繼續存在的健康上性別不平等（英語：Gender disparities in health）所困擾。男性和女性固然都有健康不平等問題，但在女孩和婦人身上發生的健康不平等尤為顯著。原因是許多文化意識形態和做法，構成女性更易受到虐待和不公平的對待，而使她們更易患病和早逝。女性在臨床試驗中的樣本代表性不足，並且遭遇診斷偏差以及治療偏差。婦女也無法獲得例如教育和有償勞動的機會，而這些機會能幫助她們獲得更好的醫療衛生資源。

## 定義
WHO把健康不平等定義為不同群體間所接受的醫療衛生中的差異，這些差異不僅包含不必要和可避免的種類，而且也包含不公平和不公正的成分。這種差異的存在表示世界上許多地方並無健康平等這件事。健康平等指的是每人都擁有充分發揮健康潛力的公平機會。總體而言，“健康差異”或“健康不平等”的說法，被廣泛理解為處於不同社會經濟等級中的人，他們之間的健康差異。

## 以性別劃分差異

### 對女性的偏見
許多國家的社會規範以及法律長期讓婦女的地位被邊緣化，以及受到壓迫。女性由於這種不平等現象，常被降到一種讓她們難以獲得和控制醫療衛生資源的地位，造成女性比男性更易受健康問題之苦。例如，生活在父權制地區的婦女，由於性別歧視的緣故，往往不太可能接受第三期教育（中學後教育）或參與有償勞動市場。因此，女性出生時的預期壽命、營養狀況、以及對感染性疾病和非感染性疾病的免疫力，通常會較男性為低。

### 對男性的偏見
雖然全球多數健康上性別不平等都發生在女性身上，但在某些情況下，男性的情況會更差。其中一例是武裝衝突，通常男性是最大的受害者。一項對13個國家，發生在1955年到2002年間的武裝衝突所做的研究發現，在暴力戰爭中，男性的死亡比例佔81%。除武裝衝突之外，在幫派暴力發生率高的地區，例如販毒集團控制地區，男性死亡比例也較高。這種情況與社會信念中的崇尚男性氣質與好鬥、喜好對抗的行為有關聯最後，導致男性死亡率飆升的原因，和經濟環境突然劇變，以及社會安全網的喪失，特別是社會補助和食物補貼，導致男性酒類飲用增加，以及心理壓力增加有關。這種社會經濟情況往往讓男性難以養家糊口，而這件事長期以來一直被當作是“男性氣概的要件”。對罹患普通感冒的人所做的回顧性分析發現，醫生往往會低估男性的症狀，並會對女性的症狀和不適給予較大的重視。有可靠的記錄顯示在所有國家，以及所有的年齡層，女性的壽命都比男性長。在美國的所有社會階層中，男性較女性不健康。尤其是非白人男性最不健康。男性從事危險職業的比率過高，佔因工作死亡人數的大多數。此外，在每次就診，醫生為男性提供的服務、建議、和與所花費的時間，與女性相比，都比較少。

### 對雙性人的偏見
另一種類健康不平等發生在雙性人的群組。雙性人也被稱為性別分化障礙(DSD)，被定義為“性器官身體異常”
雙性人通常與LGBT群組歸為一類。通常人們誤認為它們相同，但其實並不是。跨性別（LGBT）者出生時，所具備的性器官與其認同的性別不相匹配，而雙性人出生時的性器官，既非明顯的男性，也非女性，通常他們會在日後不得不選擇一種性別來作認同。
對於雙性人提供醫療衛生，會以“性別文化理解”，或是以通常非男即女的二元系統方式。對於雙性人，通常會採用手術和其他干預措施將他們身體改變，以企圖讓其適應單一性別。這種做法是否是符合道德的做法，一直存有爭議。這種選擇單一性別的壓力在很大程度上是由社會期望施加而得的結果。數據顯示，未擁有單一性別的小孩會受到同齡者的騷擾。父母也可能會強迫其子女接受整形手術，以免造成父母自己的困擾。這種在孩子成長到他們能為自己做決定之前，就為他們做出決定，會引發特定的倫理問題。
雙性人在尋求醫療衛生服務時，可能會碰到歧視的問題。英國布萊頓大學學者拉提西亞· 茲曼（Laetitia Zeeman）博士寫道：“由於異性戀本位或異性戀主義、身為少數群體的壓力、受害、和歧視，加上因此產生的恥辱感，LGBT人士更有可能會經歷到健康不平等。與LGBT醫療衛生有關的不平等依性別、年齡、收入、和殘疾，以及不同的LGBT群體之間而有不同。”由羅格斯大學醫學院
畢業的精神病醫生James Sherer還發現，“許多善意及支持LGBT的醫療衛生提供者，由於普遍對LBGT社群缺乏了解，並缺乏討論和描述他們的用語，會在第一次見到此類患者時而有無法適應的感覺。常見的錯誤，例如使用不正確的用語，或忽略詢問有關性取向和性別，可能會在不經意間讓患者疏離，並讓護理的效果打折扣。”

## 性別不平等類型

### 男女性別比率
| 女性多於男性的國家。 女性與男性數目約略相等的國家。 男性多於女性的國家。 無資料 |

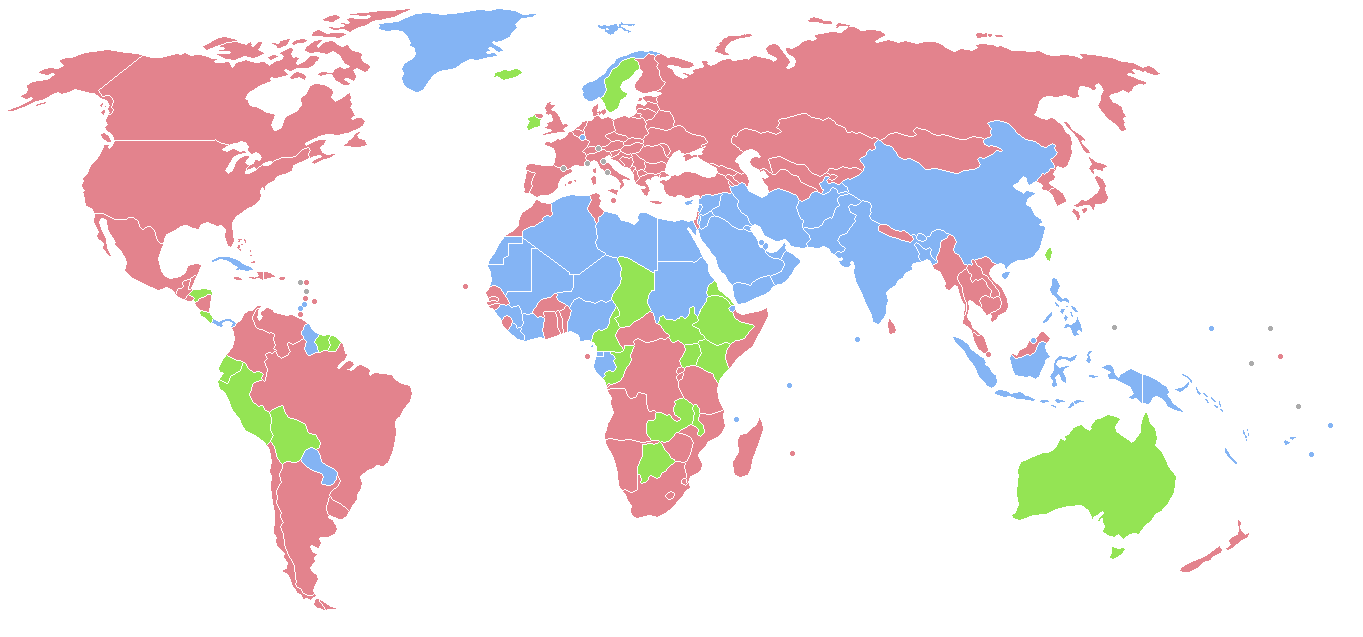
各國性別比率圖

人類出生時，男孩的數目為105或106名，超過女孩的100名。然而根據生物學，受孕後，女性佔較有利的地位。研究顯示，在接受同樣的營養、醫療護理、和一般醫療衛生的條件下，女性的壽命將比男性長。這是因為總體而言，女性對疾病的抵抗力要強得多，而且較不易具有削弱人體的遺傳狀況。然而醫學和科學研究顯示，女性接受與男性相同的護理條件時，存活率往往高於男性，但在南亞、西亞、和中國等開發中地區，女性與男性出生數目的比例可能低至0.94，或甚至更低。印度籍的諾貝爾經濟學獎得獎者阿馬蒂亞·庫馬爾·森
把這種與自然男女性別出生比的偏差描述為“消失女人之謎”現象。根據2012年的世界發展報告，這種消失女人的數目估計每年約有150萬，其中大部分發生在印度和中國。

### 女性死亡率
在許多開發中地區，婦女的死亡率很高。而這些死亡中許多是由孕產婦死亡和感染愛滋病所造成。高收入國家在2008年有記錄的孕產婦死亡人數僅為1,900 人，但印度和撒哈拉以南非洲地區合併則有266,000人因妊娠相關原因而死亡。在索馬里和查德，每14名婦女中就有1名因分娩相關原因而死亡。此外，愛滋病流行也是造成女性死亡的重大原因。在撒哈拉以南非洲的情況更是如此，那裡的婦女佔所有成人感染的比率高達60%。

### 健康結果
基於多種原因（從承受較大的罹患疾病風險到發生更高的死亡率），女性的健康結果往往比男性差。雷切爾·斯諾 (Rachel Snow) 在密歇根大學人口研究中心的研究報告中對男性和女性的失能調整生命年(DALY)作比較，其中全球女性因淋病和披衣菌感染等性傳染病而損失的DALYs超過男性10倍。此外，因營養不良相關疾病（如缺鐵性貧血）所導致的女性DALYs，與男性的相比，通常接近1.5倍，這表明營養不良對女性的影響遠高過對男性的。此外，在精神疾病方面，女性罹患抑鬱症的可能性也是男性的兩到三倍。關於自殺比率，在伊朗，在自殺或是企圖自殺的人口中，高達80%是女性。
在社會和法律上性別平等程度較高的已開發國家中，男性的整體健康結果較女性為差。例如截至2001年，美國男性的預期壽命比女性低5年（比1920年的1年增加4年），在10大死因中的全部，男性死亡率均高於女性，尤其是在心臟病和中風兩個項目。
女性動過自殺的念頭，比率高過男性，但自殺而死的男性比率高過女性，男性和女性的自殺意圖比率相同（參見自殺的性別差異）。由於不同性別表達情緒的方式有差異，男性可能有更多未被診斷出的抑鬱症。美國男性有較高可能會飲酒、吸菸、從事危險行為、以及推遲接受醫療。
黑色素瘤的發生率有很強與性別有關聯的差異，隨年齡而異。
在全球有176個國家的女性比男性活得久。來自38個國家的數據顯示，無論是出生時或是在50歲時，女性的預期壽命都高於男性。 美國的男性在15種主要的死亡原因中，有13種高於女性。然而女性終生比男性容易罹患疾病，也比男性容易會因疾病而不能工作。這種情況被稱為死亡率-發病率悖論（mortality-morbidity paradox）這可能是女性有過度的心理，而非身體上的壓力，以及男性中有較高吸菸率的原因。雄激素也會導致男性不夠長壽。

### 獲得醫療衛生
女性往往較男性更難取得醫療衛生資源。在非洲的某些地區，許多婦女往往缺乏治療瘧疾的機會，也無法在懷孕期間取得讓她們免受瘧蚊之害的資源。因此，縱然是居住在低度瘧疾傳染率地區的孕婦，她們感染到嚴重瘧疾的風險仍是男性的兩到三倍。這些獲得醫療衛生的不平等，往往會受到加諸到女性身上的文化規範和期望而加劇。例如，某些社會禁止女性在沒男性親屬陪伴的情況下離家，使得女性在最有需求的時候，更難獲得醫療衛生服務和資源。
性別的因素，例如婦女的地位和賦權（即教育、就業、親密夥伴關係、和生殖健康），與她們獲得和使用孕產婦健康服務的能力有關，這種服務是孕產婦健康中的關鍵部分。但計劃生育通常被視為女性的責任，而計劃僅針對女性而為，卻忽視男性的作用 - 實際上是男性在決策中居主導地位（包括使用避孕藥具），男性對於計劃生育和取得生殖健康服務都有重大的影響。
為促進獲得生殖健康服務的公平性，應對健康計劃和服務進行分析，以找到性別不平等內涵以及妨礙取得的障礙，並確定它們會產生的影響。這些分析將為設計、實施、和擴大滿足兩性不同需求的健康計劃中，在做決策之時提供資訊。

## 原因

### 文化規範和習俗
文化規範和習俗在健康方面，是性別不平等存在，並持續存在的兩個主要原因。這些規範和習俗通常會影響到男性和女性在社會中的角色和行為。正是這些被不同看待和評價的兩性差異而導致性別不平等，這種不平等賦予一個群體權力，卻壓制到另一個群體。性別差異和不平等都會導致健康結果和獲得醫療衛生服務的差異。WHO提供的一些關於文化規範而導致健康上性別不平等的例子，包括婦女無法獨自旅行，因而她們無法獲得所需的醫療衛生。另一個社會規範是女性不能堅持讓配偶或性伴侶使用安全套，而讓感染到愛滋病的風險提高。

#### 偏好生子
產生健康上性別不平等，有據可查的文化規範之一是偏好生子的現象。例如2001年在印度所做的的人口普查顯示，每100名男孩中只有93名女孩。這與1961年的資料相比，比率急劇下降，當時每100名男孩中有近98名女孩。在印度的某些地區，例如坎格拉和羅赫塔克，比率甚至降到每100個男孩中只有70出頭的女孩。此外，其他的亞洲國家中女性與男性的比例也較低 - 尤其是在中國，根據2005年的調查，每100名男孩中只有84名女孩。雖然這比2001-2004年的81人略有增加，但仍遠低於1980年代後期的每100名男孩中有93名女孩的數字。20世紀後期，日益增加的未出生女孩現象可歸因於技術進步，讓出生前性別確定（也稱為胎兒性別鑑定），如超聲波檢查價格更便宜，有更多人可使用。這使得較喜愛生子的父母可在懷孕的早期階段確定未出嬰兒的性別。通過此，可進行性別選擇流產，胎兒如果不是首選的性別，會被犧牲，而在多數情況下就是女性。
此外，偏好生子文化也延伸到小孩出生之後。在印度等國家，生子能產生的經濟利益也為男孩比女孩受到優惠待遇提出解釋。例如，在印度文化中，兒子年齡增長後，能為父母提供照顧和經濟照顧，因此生子能確保許多印度家庭的未來。這種優待可透過多種方式體現，例如透過差異化的食物、關注、和醫療服務。過去20年的家庭調查數據顯示，女性的劣勢在印度仍然存在，在尼泊爾和巴基斯坦等其他國家，情況可能更為惡化。

#### 女性生殖器切割

女陰殘割在非洲，葉門、和伊拉克盛行。

像女陰殘割 (FGM，或稱女性割禮) 等有害文化習俗也會導致女孩和婦女面臨健康風險。據估計，全球有數百萬女性遭受FGM - 女性外生殖器基於非醫學原因遭到部分或全部切除。據估計，非洲有9,250萬10歲以上的女性曾受過FGM的對待。其中的1,250萬是10至14歲的女孩。目前非洲每年約有300萬女孩會遭遇到FGM的手術。
FGM通常由傳統從業者使用未經消毒的技術和器械進行，這種手術會產生立即和後期的併發症。包括出血過量、泌尿道感染、傷口感染，而且在未消毒和重複使用器械的情況下，感染到肝炎和人類免疫缺陷病毒（HIV）。長期而言，會形成疤痕和瘢痕疙瘩，而阻塞和損害泌尿道和陰道。根據聯合國兒童基金會2005年關於FGM的報告，因為記載不全，加上未報報告死亡事件，而無法得知實際上有多少人因這種手術而喪生。FGM也可能為懷孕平添問題，並讓婦女面臨更高的產科風險，例如加長分娩的時間。根據WHO在2006年針對28,393名婦女的研究，經歷過FGM的婦女，周產期死亡率會增加；估計每1,000次分娩中，會增加10到20名嬰兒死亡。
心理併發症與文化背景有關聯。接受過FGM的女性在離開傳統環境，進入認為FGM為非常態的社會後，可能會產生強烈情感上的影響。

#### 暴力和虐待

美國國家衛生院 (NIH)資料顯示：針對1,400成年婦女的研究，兒童性虐待的受害者和物質依賴、酒精依賴、和精神疾患有較高的關聯性。

在全球普遍發生的暴力侵害婦女的行為，造成公共衛生上的嚴重影響。這情況是社會以及性別偏見造成的結果。開發中國家中許多的社會是在父權制的框架下運作，女性通常被視為一種財產，社會地位不如男性。這種社會等級制度中不平等的地位導致女性不論在兒童和成人時期，都會受到男性在身體、情感、和性方面的虐待。這些虐待通常都包含某種形式的暴力。雖然男孩和女孩都遭受到身體虐待、性虐待、以及其他形式的剝削和暴力，但研究顯示年輕女孩比男孩更容易遭受性虐待。在2004年有項關於兒童虐待的研究中，接受調查的女孩中，有25.3%經歷過某種形式的性虐待，這一比例是男孩(8.7%)的三倍。
在經歷過武裝衝突的地區，此類針對婦女的暴力行為，尤其是性虐待，有越來越多案例受到記錄。首當其衝受到世界社會動蕩影響的婦女和女童，估計在這些流離失所，或受衝擊的數百萬人中佔了65%。這些地方中包括盧旺達、科索沃、和剛果民主共和國。發生的原因是由於當地普遍不穩定，以及以戰爭來恐嚇敵人的策略。被安置於緊急和難民機構的人，包括女孩和婦女，非常容易受到軍事人員、安全部隊、和敵對社區成員的虐待和剝削。
對年輕和成年女性的性暴力和虐待會產生短期和長期的後果，導致進入成年階段後出現無數嚴重的健康問題。包括讓人衰弱的身體傷害、生殖健康問題、物質濫用、和心理創傷。這類的例子還包括抑鬱症和創傷後壓力症候群、酒精和藥物的使用和依賴、性傳染病、和自殺的企圖。
受過虐待的婦女與未受虐待的婦女相比，發生意外和有問題的懷孕、墮胎、新生兒和嬰兒健康問題、性傳染病（包括HIV）、精神障礙（如抑鬱、焦慮症、睡眠障礙、和進食障礙）的比率通常較高。而在和平時期，大多數針對女性的暴力暴力侵害，是由她們認識的男性，或是親密的男性伴侶所為。WHO在2000至2003年間對11個國家所做的研究發現，有15%至71%的婦女在一生中遭受過丈夫或是伴侶的身體或性暴力，其中有4%至54%的事件是發生在調查的前一年。伴侶發生的暴力也可能會致命。在澳大利亞、加拿大、以色列、南非、和美國的研究顯示，遭受謀殺的女性，有40%至70%是由親密伴侶所為。
其他形式的暴力行為包括來自權威人士（如教師、警察、或是雇主）的性騷擾和虐待、人口販賣作強迫勞動或性服務之用，以及傳統的強迫童婚和與嫁妝有關的暴力等做法。在最極端的情況，對婦女的暴力行為可能導致殺害女嬰，和兇殺事件。雖然這是個大問題，但許多婦女並未將她們的受虐經歷報告，也未尋求協助。因此，這種行為仍是個隱藏的問題，背負巨大的人道和醫療成本。根據聯合國毒品和犯罪問題辦公室提供的數字，全球兇殺案受害者，男性佔比為79%。

### 貧困
貧困是造成健康上性別不平等持續存在的另一因素。貧困通常與健康不佳直接相關。貧困也會間接影響諸如缺乏教育、資源、和移動能力等，這些都可能會導致健康不佳的結果。除經濟上的限制之外，還有文化上的限制，也會影響到人們進入醫療機構的能力或可能性。雖然在健康領域仍普遍存在性別不平等，但這情況在貧困社區發生的程度，通常取決於她們所在地的社會經濟狀況、文化差異、甚至還包含年齡等因素。
總體而言，在貧困中生活的兒童獲得基本健康資源的機會有限，但隨著兒童年齡的增長，性別不平等會變得更明顯。對5歲以下兒童的研究顯示，在中低收入國家，大約50%的貧困兒童能夠獲得基本醫療衛生。在接受例如免疫接種和瘧疾等流行疾病的治療方面，男孩和女孩所接受的並無顯著的差異集中在從嬰兒期到青春期的較廣泛年齡範圍的研究，則顯示出不同的結果。研究發現，在開發中國家，女孩獲得醫療衛生的機會較有限，如果有的話，女孩得到的可能不如男孩。在開發中國家的女孩被發現較易遭受家庭和社區所施加在精神和身體上的虐待。
生活在貧困國家中的人遭受健康上性別不平等會持續到成年時期。把婦女健康中不利的因素（例如分娩、懷孕、HIV易感染性等）排除後所做的研究發現，在慢性病的診斷和治療並沒顯著的性別差異。事實上，女性是接受較多的診斷，原因是女性因生殖狀況，或是帶孩子接受檢查，而獲得較多醫療衛生服務的緣故。相對的，把婦女健康劣勢納入研究的結果顯示，是因為孕產婦健康而把男女健康差距予以擴大。報告顯示未開發國家中的貧困婦女發生失能和死亡的風險更大。缺乏資源和足夠的營養往往是導致死亡主因，並導致早產和嬰兒死亡，也是導致孕產婦死亡因素之一。據估計，全球每天約有800名孕產婦死亡，而且大多數病例原本是可預防的。但99%的病例均發生在缺乏能及時取得資源，以及實施預防醫學的貧困地區。
在較富裕國家的貧困人口，他們性別健康差異情況略有不同。據報導，女性的收入比男性低，並且更可能因無力負擔而放棄醫療。在美國，患者保護與平價醫療法案(PPACA)讓更多生活在貧困中的人，尤其是女性，更有獲得醫療衛生的機會，但有人認為該法案也因覆蓋範圍的差異而把性別不平等加劇。目前市面並無專門提供給男性的癌症篩檢（例如攝護腺癌）保險，但有專門為女性覆蓋的類似篩檢保險。而市面有提供給女性有關親密伴侶暴力行為諮詢和其他服務的篩檢保險，但沒對男性提供。歐洲國家與美國不同。在美國，貧困男性得到的醫療衛生品質低於女性，而在歐洲國家，貧困男性獲得醫療衛生的管道較少。研究顯示，50歲及以上，努力賺錢糊口（主觀貧困，或稱自認貧困
）的人健康狀況變差的可能性，比那些被別人認為是低收入或低總體財富的人要高出38%。然而這種自認貧困的男性，在3到6年內，比同年齡組女性死亡的可能性高出65%。

### 醫療系統
WHO把醫療系統定義為“主要目的在促進、恢復、或維持健康的所有活動”。然而，系統之外的因素對於系統內發生在不同人群的健康影響，也會產生影響。因為眾人皆知，醫療系統會受到社會、文化、和經濟框架的影響。因此，醫療系統不僅被視為“健康和醫療衛生的生產者”，而且被視為“更廣泛的社會規範和價值觀的提供者”，而規範和價值觀的其中，有許多對女性存有偏見
“婦女和性別平等知識網絡（Women and Gender Equity Knowledge Network）”在2007年提交給WHO健康問題社會決定因素委員會（Commission on Social Determinants of Health）的最終報告指出，許多國家的醫療系統未能充分實現在醫療衛生方面的性別平等。對此問題的說法是，許多醫療健系統往往會忽視一個事實，即男性和女性的健康需求大不相同。這份報告找到證據，顯示醫療系統對待女性（同時是醫療衛生服務的消費者及生產者）的方式，因為缺乏性別平等的概念，反而是在促成性別不平等。例如醫療系統傾向把女性視為客體，而非主體，在此情況下，提供服務給女性並非是提供福祉，而只是一種手段。譬如說在生殖健康服務，這些服務通常是作為生育控制的一種手段，而非考慮到婦女的福祉。此外，雖然醫療系統中的多數工作者是女性，但其中許多工作條件仍有歧視女性的情況。許多研究顯示，女性往往被期望遵從男性工作模式，而她們的特殊需求，例如照顧孩子或免受暴力侵害，卻受到忽視。這會顯著降低女性照護者為患者，尤其是為女性患者，提供護理的能力和效率。

### 結構性性別壓迫
在收入、教育、醫療衛生、營養、和政治話語權等資源分配中，結構性性別不平等與健康狀況不佳以及福祉降低密切相關。而在很多其他領域對婦女的這種結構性性別歧視，往往也對婦女的健康間接產生影響。例如，由於許多發展中國家的婦女不太可能加入正規的勞動力市場，因此往往無法獲得工作保障和社會保護的好處（例如獲得醫療衛生覆蓋的機會）。此外，在正式勞動市場內，女性因為地位較低而經常面臨相關的挑戰，例如就業歧視和性騷擾。研究顯示，女性被期望在有償工作和家務之間取得平衡，往往會導致與工作相關的疲憊、感染、精神疾病、和其他問題的發生，導致她們的健康狀況更差。
由於婦女必須從事某些傳統工作，例如烹飪和取水，她們的健康會面臨更高的風險。受到無償家務工作的羈絆，婦女接受教育和正式就業的機會（長遠而言，這兩者都可間接導致較好的健康）不但受到剝奪，她們也因此面臨更高的健康風險。例如在發展中地區，使用固體燃料烹飪，讓婦女處在高度室內空氣污染之中。據估計，全世界每年有130萬婦女死於慢性阻塞性肺病 (COPD) ，其中有641,000人是因為受到固體燃料所產生的污染空氣造成。
在某些情況，結構性性別不平等與加在女性身上的特定形式暴力、邊緣化、和壓迫有關聯。這類行為包括有男性暴力攻擊、兒童性虐待、嚴格監管女性行為和行動、FGM、以及剝削式的強迫勞動。婦女和女童也容易受到未列入記錄的虐待或剝削，例如人口販賣或“名譽殺人”（只因為受害者的行為被認為違反和偏離他們的社會角色）。這些行為與女性的廣泛健康問題有關，例如身體傷害、非預期懷孕、墮胎、精神障礙(例如抑鬱、焦慮）、物質濫用、和性傳染病，前述事件均可導致過早死亡。
婦女取得醫療衛生的能力，也因其他形式的結構性性別不平等而受重大影響。其中包括對個人移動和行為的不平等限制，也包括在財務資源的不平等控制。許多社會性別不平等會影響人們對女性健康的看法，反過來，這又會決定女性獲得醫療衛生服務的程度，以及決定家庭，以及社區願意在女性健康問題上投資的程度。

### 其他的壓迫形式
除了性別歧視，社會中還存在其他壓迫形式，進一步把某些婦女群體，尤其是那些貧困或少數群體中的婦女邊緣化。

#### 種族和族裔
種族是眾人皆知被納入壓迫的一種分類，有色人種更易遭受到結構性暴力。對這類人來說，種族可作為性別以外的一種因素，會進一步對個人的健康產生負面影響。研究顯示同時在高收入和低收入國家，弱勢族群婦女的孕產婦死亡率比白人婦女高出三倍。在美國有項關於種族和母親死亡的研究中，非裔美國人的孕產婦死亡率與白人女性相比，接近四倍。同樣的在南非，非洲黑人婦女和有色人種婦女的孕產婦死亡率分別比歐裔白色人種婦女高出約10倍和5倍。

#### 社會經濟狀況
雖然世界各地的婦女所遭遇到影響健康的挑戰有許多相似之處，但由於她們不同的社會經濟條件，也存在不少明顯的差異。女性的生活條件不僅與她們自身的社會經濟地位有相當關聯，而且與她們所屬的國家有關聯。
在高收入國家中，每個年齡段的婦女往往比低收入國家的壽命較長，比較少有健康不佳和過早死亡的情事。在高收入國家，兒童和年輕女性的死亡率也非常低，其中多數死亡是在60歲之後。然而在低收入國家，年輕時的死亡率要高得多，大多數的死亡發生在青少年和年輕的成年女性。來自66個開發中國家的數據顯示，在最貧困的20%人口中，兒童死亡率幾乎是最富有的20%人口的兩倍。 富國和窮國間最顯著的健康結果差異是孕產婦死亡率。當今絕大多數孕產婦死亡都集中在遭受貧困或是發生人道主義危機的國家，在全球每年超過50萬名孕產婦死亡案例中，有99%是發生在這些國家。這是由於在這些地方，可保護婦女健康和福祉的機構體制，或是缺乏，不然就是落後。
國家內部的情況也類似，女孩和婦女的健康都受到社會和經濟因素的重大影響。生活貧困或社會經濟地位較低的人往往就有較差的健康結果。在幾乎所有國家裡的女孩和婦女，生活在較富裕家庭的，與較貧困的家庭相比，死亡率更低，醫療衛生服務的使用率更高。

#### 環境不公義
環境不公義的核心原因是由於分配不公的存在，既包括決策權的分配，也包括環境負擔的分配。環境負擔，包括水污染、有毒化學品等，會對婦女的健康產生超比例的影響。婦女經常被排除，不得參加政策的制定與表決。這些不公義發生的原因是因為女性通常受到交叉性的壓迫影響，而導致收入和社會地位均低下的結果。這些不公義的存在源自根深蒂固的性別不平等，特別是發生在邊緣化的社區（原住民婦女、低收入社區婦女、開發中國家（Global South）婦女等）中，這些不公義受到氣候變遷影響而更加擴大。這類婦女往往依賴自然資源維持生計，因此，她們將是最先受到氣候變遷和環境不公義影響的人群之一。此外，世界各地的婦女又被賦予責任，要為家人提供食物、水、以及照顧。這引發一場運動，促使文學、研究和教學在女權主義領域內加入更多的性別意識。
但婦女仍在媒體領域受到壓迫。CNN和新聞監督組織Media Matters for America報導稱，在媒體採訪有關氣候變遷問題時，受訪者只有15%是女性。相較之下，女性占美國環境公義團體人數的90%。領導聯合國氣候變化框架公約簽訂的克里斯蒂安娜·菲格雷斯公開承認在處理環境不公義事務中存在性別不平等，並承諾會把性別問題作為巴黎協定談判的核心。“女性受到氣候變遷超比例的影響。情況更明顯的是讓女性和男性同時參與所有相關決策，是應對挑戰的一個重要因素。”研究顯示，女性加入和參與政策領導和決策，可進一步加強環境保護和減緩氣候變遷的強度。
當我們分析根本原因時，發現女性深受氣候變遷之害，正因她們的基本權利在世界各地仍受到各式的剝奪。強制性的性別不平等在多處把女性實體上和經濟上的移動、話語權、以及機會降低，使她們更易受到日益增長的環境壓力影響。原住民孕婦及其尚未出世的小孩由於環境不公義，而更容易受到氣候變遷和健康的影響

### 臨床試驗中的性別偏見
性別偏見在醫學研究和診斷中相當普遍。女性歷史上一向被排除在臨床試驗之外，這會影響研究和診斷的結果。通常在整個臨床試驗中，通常的測試對象是白人男性，然後再把結果推廣用到到其他人群。由於女性變化較多的激素水準與男性顯著不同，被認為是昂貴和複雜的臨床試驗對象。特別是孕婦被認為是高危人群，因此被禁止參與任何臨床試驗。
美國食品藥品監督管理局(FDA)在1993年發布“藥物臨床評估中性別差異研究和評估指南”，把1977年禁止所有孕婦參與臨床試驗的決定推翻。根據這一點，他們建議把女性納入臨床試驗，以探索性別差異，並規定臨床試驗中納入的人群應能代表將來藥物要施用到的人群。並責成在美國國家衛生院 (NIH) 所贊助的臨床試驗要把女性加入。FDA在1998年發布的“在試驗中新藥申請報告和新藥申請中為某些人群提供安全性和有效性數據”條例規定，藥物試驗必須證明同時對兩性均具有安全性和有效性才能獲准，並如果藥物未適當研究對女性的不利影響而導致負面的效果時，會被要求下架，退出市場。最近的幾項研究，事後確定許多聯邦資助的研究，從2009年開始即包括有較高比例的女性參與，但報告並未包括男女兩性之間的特定發現。
FDA在1994年成立婦女健康辦公室，提倡應明確把性別作為生物學的變量，列入研究。FDA和NIH有幾項進行中的工作，來改進臨床試驗中性別差異的研究，包括關鍵路徑倡議（Critical Path Initiative，使用生物標記、先進技術和、新的試驗設計，以便更深入對亞組做分析）。另一項計劃，藥物試驗快照（Drug Trial Snapshots），透過把消費者作為焦點的網頁，讓對亞組的分析更為透明。雖然有這些倡議和計劃，女性不大可能會注意，也並未參與臨床試驗。
雖然現在已有規定，要求把女性納入臨床試驗，但在非人類的動物研究中，並未有要求加入雌性動物的規定。通常在動物的研究，雄性所得的結果就直接用到雌性身上。這會使診斷複雜化。一篇在2011年發表的評論文章，檢查在生物醫學研究中的性別偏見，發現雖然在人類臨床試驗中的性別偏見有所減少，尤其是自1993年美國國家衛生院振興法案（US National Institute of Health Revitalization Act of 1993）頒布之後，但反而是非人類研究中的性別偏見有所增加。此外，研究通常未對對性別的專有結果做分析。另個例子是沙利竇邁事件。在1950年代後期，這種藥物被施用於孕婦以治療孕吐。卻意想不到的導致10,000多名兒童發生嚴重先天性障礙的結果。然而在施用這藥物之前，並未進行適當的研究來確定對女性，尤其是懷孕的女性，是否會發生不良反應,。事後才發現實驗小鼠對於沙利竇邁的敏感度低於人類的。

### 診斷中的性別偏見
在2018年對77篇醫學文章所做的複審發現，醫患間為疼痛管理的接觸，存有性別偏見。這種發現證實男性和女性之間的期望和治療的差異模式，“並非根植於生物學的差異，而是出自性別角色。” 例如，罹患疼痛之苦的女性被視為“歇斯底里、情緒化、愛抱怨，不想改善病情、裝病、捏造疼痛症狀、全是自己的想像。“罹患慢性疼痛的女性經常被醫生錯誤認定是心理，而非身體原因所造成。在研究鎮痛藥物對男性和女性的影響，結果確定對於女性的鎮痛效果較差、鴉片類藥物的效果較少、而抗抑鬱藥效果較大、精神科的轉診案例較多。

## 管理
聯合國第四次世界婦女大會宣示，男人和女人同樣享有最高標準的身心健康的權利。然而，由於社會、文化、政治、和經濟因素直接影響女性的健康，同時阻礙她們獲得與健康相關的信息和護理。WHO在2008年的《世界衛生報告》中強調，改善婦女健康的策略必須把影響健康的根本因素列入考慮，特別是在性別不平等這項。此外，還必須把阻礙婦女獲得保護和改善健康的特定社會經濟，及文化的障礙予以解決。
Gender mainstreaming was established as a major global strategy for the promotion of gender equality in the Beijing Platform for Action from the Fourth United Nations World Conference on Women in Beijing in 1995.[96] Gender mainstreaming is defined by the United Nations Economic and Social Council in 1997 as follows:

### 性別主流化

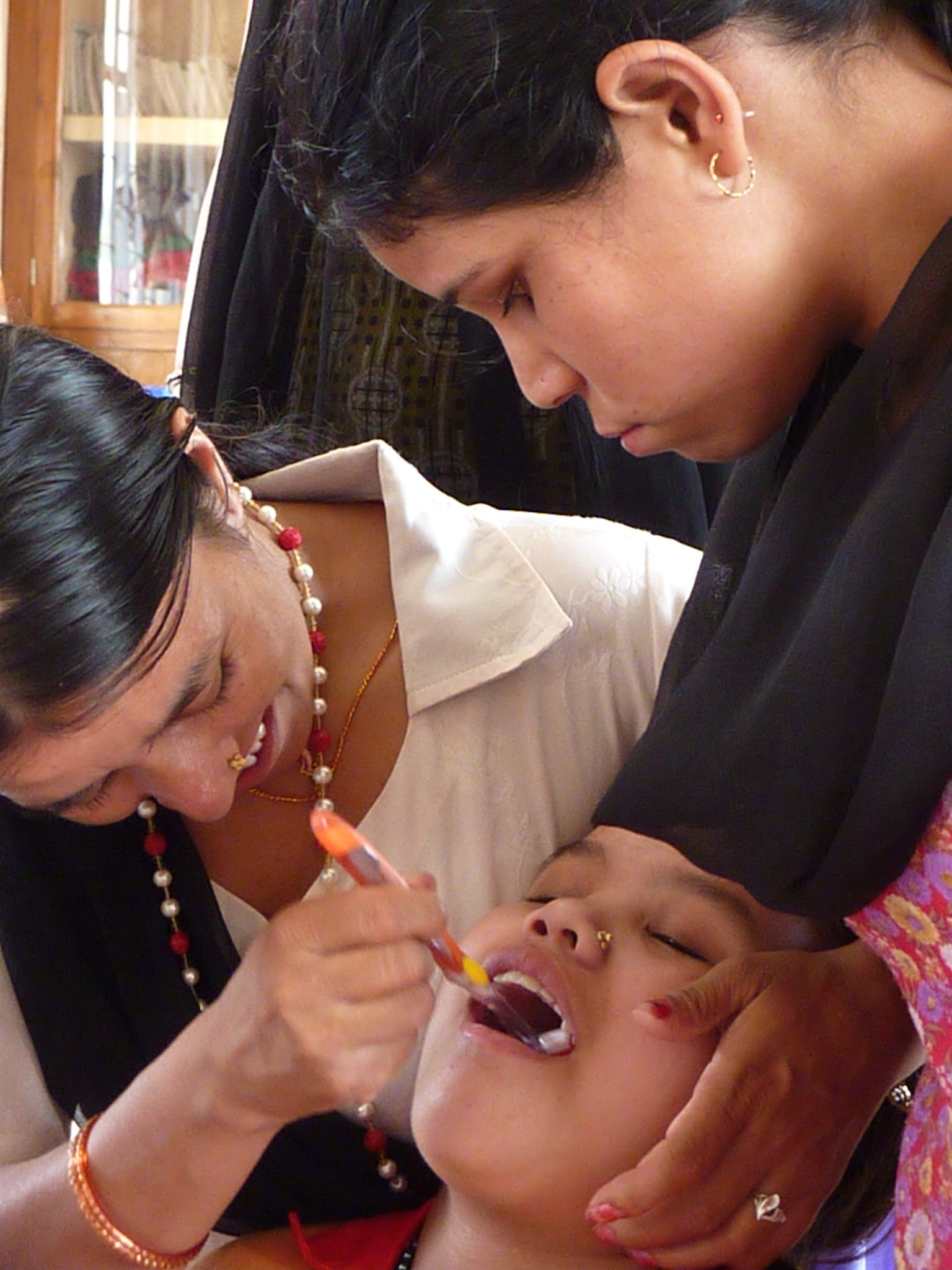
尼泊爾透過提倡口腔衛生活動，為鄉間婦女提供訓練。

性別主流化是1995年在北京召開的聯合國第四次世界婦女大會中，在北京行動綱要中所擬定，是促進性別平等的一項主要全球戰略。聯合國經濟及社會理事會在1997年把性別主流化定義如下：
“就性別觀點，主流化是個過程，用以評估在所有領域和所有級別中的任何計劃行動（包括立法、政策、或計劃）對女性和男性的影響。這是一項戰略，目的在讓婦女和男子所關切以及所經歷，成為所有政治、經濟、和社會的政策和方案的設計、實施、監測、以及評估的不可分割部分，從而促進婦女與男性平等受益，不讓不平等現像長存。而終極目標是實現性別平等。”
在過去幾年，“性別主流化”已成為實現男女健康平等的首選方法。它源於人們的體認，雖然技術策略有其必要，但仍不足以緩解衛生領域中的性別不平等，除非政府和機構的結構（包括醫療系統）中的性別歧視、偏見、和不平等受到挑戰，並予以解決。 性別主流化是對前述的一種回應，即對性別通過系統性分析，並全面制定和規劃政策，採取行動以解決男女之間的權力和資源分配問題. 為解決性別上的健康不平等，性別主流化採雙重重點。首先是力求在所有健康計劃中把基於性別的差異和不平等找出，並予以解決；其次是致力於施行解決婦女特定健康需求的措施，無論需求是由於男女之間的生理差異（例如孕產婦健康），或是社會中源自性別的歧視（例如對女性的暴力，缺乏獲得健康服務的機會). 
瑞典於2003年生效的新公共衛生政策被認為是把性別主流化納入衛生政策的重要例子。根據WHO的說法，瑞典的公共衛生政策不僅是針對較廣泛的健康社會決定因素，而且把性別因素納入公共衛生的策略。這項政策特別強調致力於解決和減少健康上的性別不平等。

### 賦權予女性
聯合國把加強婦女參與定為在教育、工作、和醫療衛生領域中實現性別平等的途徑。這是因為女性在家庭和社區中，無論是正式或是非正式的照顧者，都能發揮關鍵作用。在美國，估計有66%的照顧者是女性，三分之一的女性照顧者負責照顧兩名或更多人根據WHO的說法，重要的是在實施中的解決性別差異的做法和框架都承認多數的照顧工作是由女性所提供。對40個不同的婦女賦權項目所做的綜合分析發現，女性增加參與，導致廣泛的生活品質改善。這些改善也包括增加婦女的倡導和組織的力量、以婦女為中心的政策和政府變革、以及改善勞動階級婦女的經濟條件。
在尼泊爾，有項以社區為基礎的參與式干預做法，用以確定當地的生育問題，並制定改善策略，已被證明可有效降低農村人口的新生兒和孕產婦死亡率。在馬來西亞和斯里蘭卡的社區計劃，使用訓練完善的助產士作為一線醫事人員，也迅速降低孕產婦的死亡率。

### 國際健康上的性別不平等
東南亞地區 
東南亞的女性（參閱亞洲女性）在文化、經濟、和社會關係方面，經常是處於權力上從屬的地位，必須依賴男性。由於該地區女性的控制和取得權力有限，因此女兒少有能力與世代傳統的偏見對抗。該地區女性的預期壽命與其他工業化國家相比，是等於或是短於男性，女性出生後頭五年的存活概率也是等於或小於男性。
關於兩性間有性別差異，可由當地性別比例不平衡的結果來解釋-例如印度次大陸的女性和男性比例為770名/1000名。忽視女童、獲得醫療衛生的機會有限或較差、性別選擇流產、和孕產婦死亡都是造成兩性嚴重不平等的其他原因。預計教育和社會經濟獨立性的提高會有助於提高兩性均能獲得醫療衛生的機會，但既存的男性優於女性的社會文化環境和態度，會阻礙進展。斯里蘭卡在健康、教育、和就業水平方面的性別差異很小，經常被認定為該地區各國間的榜樣。
歐洲區
根據WHO，有具體調查數據證實這個地區因有無法獲得和無法提供醫療衛生，而有性別歧視的存在。在歐洲地區，有五分之一的婦女曾是家庭暴力的受害者，而名譽殺人、FGM、和搶婚之事仍時有發生。WHO進行的其他研究發現，移民婦女面臨新生嬰兒體重不足的風險要高43%，有先天性障礙嬰兒的風險要高61%，圍產期死亡的風險要高50%。在歐洲國家，女性佔失業人口的多數，女性平均收入比男性低15%，而根據據觀察，有58%的女性失業。歐洲區東部的兩性工資差異甚至更大，如阿爾巴尼亞的4,954美元相較於男性的9,143美元。
東地中海地區 
獲得教育和參與就業，是實現健康上性別平等的關鍵因素。WHO發現東地中海地區的女性識字率大幅落後於男性，這在葉門(66: 100) 和吉布提(62: 100)尤為明顯。該地區的女性由於男性優先之外，還有經濟限制而無法接受中學後教育。在埃及，接受過較高水準教育的婦女中，有較高的避孕藥具使用和生殖選擇知識，受過大學教育的婦女有93%懂得避孕藥具的使用。
WHO的資料顯示該地區的女性參與勞動力市場的比例（平均僅為28%) 低於其他地區。在這個地區，沙烏地阿拉伯和其他海灣阿拉伯國家合作委員會國家的有償就業婦女人數最少，而摩洛哥、黎巴嫩、和葉門的有償就業婦女人數最多。
這個地區缺乏醫療衛生服務，而某些國家有持續的衝突和戰爭，更讓問題複雜化。根據WHO，蘇丹、索馬利亞、葉門、和吉布提等國的人口中，醫生比例尤其稀少，而在阿富汗，則幾乎沒有醫療衛生的基礎設施。再加上當地往返醫療機構間的距離問題，更讓這個地區的婦女獲得醫療衛生服務更加困難，因為多數人無力負擔交通費用，也沒時間。
西太平洋地區 
WHO認為這個地區兩性勞動分工不均。是導致兩性面臨不同健康風險的原因。最常見的是這個地區的婦女從事無保障，和非正式的勞動模式，因此無法獲得如醫療保險或養老金等相關福利。兩性在接受中小學教育的差距較小，但不可否認的，本地區各國之間的識字率分佈不均勻。WHO的資料顯示男女間的識字率存有重大差異，特別是在巴布亞新幾內亞（女性為55.6%，男性為63.6%）和寮國（女性為63.2%，男性為82.5%）。